# Otpadna toplina
Otpadna toplina je neiskorištena toplina koja nastaje pri pretvorbi energije ili proizvodnji. Otpadna toplina je nužan produkt strojeva koji prozvode rad i drugih procesa koji koriste energiju. Npr.hladnjak grije okolišni zrak ili motor s unutarnjim izgaranjem otpušta toplinu u okoliš. Potreba da sustav otpušta dio topline kao nusprodukt leži u osnovnim zakonima termodinamike. Otpadna topina ima nižu eksergiju i veću entropiju nego izvor energije.
Drugi zakon termodinamike kaže da otpadna toplina mora postojati kao produkt pri pretvorbi promjene temperature u mehanički rad (koji se dalje može pretvoriti u električnu energiju u elektranama npr.)
Otpadna energija (toplina) je neizbježna za bilo kakav toplinski stroj te je omjer proizvedene energije i dovedene energije tzv. Energetska učinkovitost.
Q = Qok+W

Q = ulazna toplina dobivena iz određenog goriva
Qok = otpadna toplina, najčešće se ispušta u okoliš
W = koristan mehanički rad koji je dobiven iz sustava
η=1-{\displaystyle {\frac {Qok}{Q}}}
η = energetska učinkovitost

Otpadna toplina se najčešće rasipa u atmosferu, ili velike toplinske spremnike kao što su rijeke, jezera ili čak oceani. Kako je ona nužan produkt toplinskog stroja, efikasnost elektrana je ograničena (pogledat Carnotovu efikasnost) te zbog toga se mora puno više goriva iskoristiti da bi se postigla željena količina energije. Sagorijevanje goriva uzrukuje emisiju stakleničkih plinova te doprinosi globalnom zatopljenju.

### Proizvodnja električne energije
Električna efikasnost termalne elektrane određena je omjerom dobivene i uložene energije. Ona je otprilike oko 30%. fotografije prikazuju rashladne tornjeve koji omogućavaju elektrani da održava male temperaturne promjene koje su bitne u pretvorbi topline u druge oblike energije. Otpadna toplina se gubi u okolišu umjesto da se ponovo iskoristi. 

### Industrijski procesi
Industrijski procesi, kao što su rafiniranje nafte, izrada čelika ili proizvodnja stakla, glavni su izvori otpadne topline.

### Automobili
Automobili proizvode dva puta više otpadne topline nego korisnog rada. Otpadna toplina se mora zatim odvoditi iz motora kak se ne bi postigla prevelika temperatura koja bi oštetila motor. To ne znači da je konstrukcija motora loša, nego je to jednostavno limitacija drugog zakona termodinamike. Većina vozila koristi sustav hlađenja pomoću rashladnih tekućina koje prolaze kroz motor te tako sakupljaju toplinu. Jednom kada se ona zagrije, teće prema radijatoru koji je smješten na prednjem dijelu automobila. Topla rashladna tekućina tamo se hladi pomoću okolišnog zraka koji struji, i ohlađena se natrag vraća u motor gdje se proces opet ponavlja.
Umjesto da bude „otpad“ otpuštanjem u okoliš, ponekad se otpadna toplina može iskoristiti u drugom procesu (npr. Rashladna tekućina u motoru automobilu grije samo vozilo) ili dio topline može biti iskorištene u istom procesu kao npr Klima uređaj s regenerativnim sustavom za povrat topline.

### Elektronika
Iako je mala u smislu moći, zbrinjavanje otpadne topline iz mikročipova i drugih elektroničkih komponenti, predstavlja značajan inženjerski izazov. To zahtijeva korištenje ventilatora, hladnjaka, itd. za odlaganje topline.

### Biološki izvori
Životinje, uključujući ljude, stvaraju toplinu kao rezultat metabolizma. U toplim uvjetima, ova toplina prelazi razinu potrebnu za homeostazu kod toplokrvnih životinja, a višak se izbacuje različitim metodama termoregulacije kao što je znojenje i zadihanost.

## Korištenje otpadne topline

### Kogeneracija i trigeneracija
Kogeneracija (engl. Combined Heat and Power ili CHP) je postupak istovremene proizvodnje električne i korisne toplinske energije u jedinstvenom procesu. Kogeneracija koristi otpadnu toplinu koja nastaje uobičajenom proizvodnjom električne energije u termoenergetskim postrojenjima te se najčešće koristi za grijanje građevina ili čak cijelih naselja, a rjeđe u drugim proizvodnim procesima.
Toplinska energija može se koristiti za proizvodnju pare, zagrijavanje vode ili zraka. Također se može koristiti u procesu trigeneracije, gdje se dio energije koristi i za hlađenje. Kogeneracija je termodinamički učinkovito korištenje goriva. Prilikom klasične proizvodnje električne energije, dio energije odbacuje se u okoliš kao otpadna toplina, a u kogeneraciji ta toplinska energija postaje korisna. Dakle, osnovna prednost kogeneracije je povećana učinkovitost energenta u odnosu na konvencionalne elektrane koje služe samo za proizvodnju električne energije te industrijske sustave koji služe samo za proizvodnju pare ili vruće vode za tehničke procese.
Kogeneracija se koristila u nekim od najranijih uređaja za proizvodnju električne energije. Prije nastanka središnjih stanica koje distribuiraju energiju, industrije su proizvodile vlastitu energiju koristeći ispušne pare za proces grijanja. Velike poslovne i stambene zgrade, hoteli i trgovine su istovremeno proizvodile vlastitu električnu energiju i koristili otpadnu paru za grijanje. Zbog visokih cijena javne električne energije, ovakva kogeneracijska djelovanja su se nastavila dugi niz godina nakon što je javna električna energija postala dostupna.
Komercijalno dostupne kogeneracijske tehnologije su parne i plinske turbine, mikroturbine, motori s unutarnjim izgaranjem, Stirlingov stroj i gorive ćelije, u širokom rasponu snage od 1 kW za Stirlingov stroj do 250 MW za plinske turbine.
Trigeneracija (engl. trigeneration ili trigen) je proces istovremene proizvodnje električne, toplinske i rashladne energije iz primarnog izvora energije kao što je kemijska energija, fosilno gorivo, ili solarna energija. Kao i kod kogeneracije otpadna toplina je nusprodukt koji je rezultat proizvodnje električne energije te se na najbolji način želi iskoristiti takav “otpadni”oblik energije u svrhu povećanja efikasnosti sustava.
Konvencionalne termoelektrane pretvaraju samo 1/3 kemijske u električnu energiju.  Ostatak se izgubi na toplinu. Termoelektrani zbog takvog prosipanja topline koji ima nepovoljan utjecaj na okoliš mora se povećati iskoristivost proizvodnje električne energije ili nekog drugog oblika energije.
Jedinice za povrat topline
Otpadna toplina koja se nalazi u ispušnim plinovima različitih procesa ili čak iz ispušnih plinova jedinice za klimatizaciju može se koristiti za predgrijavanje dolaznog plina. To je jedna od osnovnih metoda za uporabu otpadne topline. Mnoga postrojenja za proizvodnju čelika koriste ovaj proces kao ekonomsku metodu za povećanje proizvodnje postrojenja s nižom potrošnjom goriva.
Postoji mnogo različitih komercijalnih jedinica iskorištavanje otpadne topline.
- Rekuperatori se sve se češće koriste za ventiliranje prostora, jer postižu bolju kvalitetu zraka uz  velike energetske uštede. U usporedbi s običnom ventilacijom, putem odsisnih i dobavnih ventilatora, instalacija s rekuperatorima ima veliku prednost jer se u kompaktnim rekuperacijskim jedinicama nalaze odsisni i dobavni ventilator, pločasti rekuperator i filtar zraka. U usporebi s običnim ventilacijskim sistemima, ugradnjom rekuperatora štedi se 50-60 % topline jer se zrak predgrijava ili hladi prije ubacivanja u prostor.[3]
- Regeneratori- u regenerativnom izmjenjivaču topline, na bilo kojoj strani izmjenjivača, fluid je gotovo uvijek isti. Fluid koji struji kroz izmjenjivač često postiže visoke temperature, te pritom može strujati kroz vanjski dio procesa i tada se uvijek vraća u suprotnom smjeru kroz izmjenjivač kako bi se upotrijebio u daljnjem procesu. Obično se u praksi taj proces koristi ciklički ili repetitivno, stoga se u regenerativnim izmjenjivačima topline fluid koji ulazi zagrijava toplinskom energijom (otpadnom toplinom) koja se oslobađa iz fluida koji izlazi iz procesa.

- Izmjenjivač topline, uređaj koji služi za prijenos topline s jednoga fluida (plin, para, kapljevina) na drugi. Kako se tim uređajem prijenos topline (s fluida više na fluid niže temp.) ostvaruje u prvome redu konvekcijom, njegova je učinkovitost razmjerna brzini strujanja fluida i površini dodirnih ploha. Najčešće se primjenjuje za grijanje ili hlađenje radnoga medija u rashladnoj i procesnoj tehnici, termoenergetskim i nuklearnim postrojenjima, centralnome grijanju, pripravi potrošne tople vode i sl. Izmjenjivač topline može biti različitih konstrukcijskih rješenja i tipova izvedbe, a prema namjeni se naziva grijač, hladnjak, isparivač, kondenzator, predgrijač, radijator, konvektor itd. Izmjenjivač topline s neizravnom izmjenom može biti izveden kao rekuperator i regenerator.
- Ekonomizator je izmjenjivač topline koji povećava temperaturu vode koja napušta grijač vodeće vode s najvećim pritiskom na temperaturu zasićenja koja odgovara tlaku kotla, što je učinjeno od plinova koji napuštaju posljednji super-grijač ili reheater koji još uvijek Ima dovoljno topline da se prije nego što napusti stack, to je razlog zašto se zove economizer.[4]
- Toplinske pumpe su sustavi jeftinog i ekološki čistog načina grijanja, one mogu crpiti toplinu iz vode, zemlje ili zraka. Rade na principu sličnom kao i rashladni uređaji. Osnovni proces koji objašnjava njihov rad je lijevokretni Carnotov kružni proces. Toplinske pumpe najčešće koriste freone kao rashladni medij, ali mogu koristiti i neke druge plinove (npr. amonijak). Najjednostavniji oblici toplinskih pumpi su klima uređaji koji griju i hlade, tzv. inverteri. Oni crpe toplinu iz zraka, najlakši su za montažu i najjeftiniji. Složeniji oblici koji daju i više energije su sustavi koji se ukapaju pod zemlju gdje se koristi unutarnja toplina zemlje koja podiže temperaturu rashladnog medija (najčešće nekog od plinova freona). Toplinske pumpe danas još nisu stekle široku primjenu iako su bolji izvor grijanja od fosilnih goriva koja polako nestaju, zagađuju okoliš i imaju stalan porast cijena.

### Elektrifikacija otpadne topline
Postoji mnogo različitih pristupa prenošenju toplinske energije na električnu energiju, a tehnologije za to su postoje već nekoliko desetljeća. Organski Rankineov ciklus, vrlo je poznat pristup, pri čemu se organska tvar koristi kao radni medij umjesto vode. Prednost je u tome što taj proces može odbaciti toplinu pri nižim temperaturama za proizvodnju električne energije nego u redovitom ciklusu vodene pare. Još jedan uspostavljeni pristup je korištenjem termoelektričnih ćelija, gdje promjena temperature preko poluvodičkog materijala stvara napon kroz fenomen poznat kao Seebeckov efekt. Sličan je pristup upotreba termogalvanskih ćelija, pri čemu razlika temperature uzrokuje električnu struju u elektrokemijskoj ćeliji.